# Gustav Grüner til Høstemark og Egense Kloster
 Der er flere personer med dette navn, se Gustav Grüner (flertydig).
Hans Gustav Grüner (født 25. maj 1827 på Spanager, død 24. februar 1897 i København) var en dansk godsejer og officer, bror til Georg Grüner.

## Liv
Han var søn af godsejer og generalkrigskommissær Gustav Grüner. Grüner ejede herregårdene Høstemark og Egense Kloster og var samtidig officer, deltog i begge de slesvigske krige og sluttede sin karriere som oberstløjtnant. Han blev hofjægermester og kammerherre, Ridder af Dannebrog og Dannebrogsmand og bar Erindringsmedaljen for Krigen 1848-50 og Krigen 1864.

## Ægteskaber
Han blev gift 1. gang 30. juni 1860 i København med Fanny Caroline Henriette Halling (27. juni 1837 i København - 25. februar 1862 sammesteds), datter af William von Halling og Ernestine Caroline Amalie født komtesse Holck. 2. gang ægtede han 2. oktober 1863 i København Marie Achtonia Colette Sandholt (16. juni 1837 - 14. december 1871). 3. gang giftede Grüner sig 18. december 1873 i København med Anna Helene Juliane Ræder (6. maj 1836 i København - 2. august 1914 på Frederiksberg), datter af oberst Jacob Ræder og Caroline Amalie Baur.